# Лоу, Дэйзи
Дэйзи Рэбэкка Лоу (англ. Daisy Rebecca Lowe; 27 января 1989, Лондон) — британская фотомодель, дочь певицы Перл Лоу.
В 2004 году тест ДНК показал, что её биологическим отцом является певец Гэвин Россдэйл, а не бывший партнёр Перл Лоу, как считалось ранее. В 15 лет подписала контракт с лондонским модельным агентством Select.
Лоу представляла продукцию брендов Agent Provocateur, Burberry, Converse, Dr. Martens, Hooch, Wheels and Doll Baby, Ben Sherman, Frost French, Hari, Karen Millen, Lace, Whistles. Её фотографии появлялись на обложках журналов Tatler, Elle, GQ, Vogue, Paradis, Marie Claire, Jalouse, Teen Vogue, Grazia, In Style и The Sunday Times Style.
Дэйзи — бывшая девушка британского актёра Мэтта Смита, в компании которого её неоднократно замечали с 2010 года; свои отношения пара подтвердила только спустя год. В ноябре 2011 года несколько британских газет сообщили об их расставании после восемнадцатимесячного романа.